# 長柄比賴蘚
長柄比賴蘚（学名：Brotherella crassipes）为錦蘚科比賴蘚屬下的一个种。

## 扩展阅读
- 維基物種上的相關：長柄比賴蘚